# Vaush
Vaush, właśc. Ian Kochinski (ur. 14 lutego 1994 w Los Angeles) – amerykański youtuber, streamer oraz lewicowy komentator polityczny.
Jego kanał w serwisie YouTube we wrześniu 2024 miał ponad 475 000 subskrybentów.

## Życiorys
Urodził się 14 lutego 1994 w Los Angeles w Kalifornii i dorastał w Beverly Hills. Studiował socjologię na Humboldt State University, gdzie w 2018 uzyskał tytuł licencjata.
Vaush w swoich filmach naśladuje styl prawicowych youtuberów i wykorzystuje podobne tytuły filmów, tak aby system rekomendacji serwisu proponował jego twórczość osobom zagrożonym radykalizacją, co jest powszechną strategią stosowaną przez lewicową społeczność BreadTube na YouTube. W swoich filmach wykorzystuje również memy i internetowy slang, aby przyciągnąć przede wszystkim młodych ludzi.
Jego twórczość ma przede wszystkim charakter informacyjny, ale i debatujący z innymi streamerami politycznymi lewicy i prawicy.
Identyfikuje się jako osoba panseksualna. Jest pochodzenia irlandzko-polskiego.

## Poglądy
Określa siebie jako progresywistę, antyfaszystę i wolnościowego socjalistę.